# Osée Muyima Ndjoko
Osée Muyima Ndjoko est un homme politique de la République démocratique du Congo. Il a un doctorat en biologie, un doctorat en Biotechnologie de l'environnement et est éducateur de masse pour le développement dans la province du Cap-Oriental en Afrique du Sud. Il est le président du Renouveau pour le Développement et la Démocratie (R2D). En 2006, il se présent comme candidat à l’élection présidentielle.